# 충주군 (선거구)
충주군은 대한민국의 옛 국회의원 선거구이다. 당시 충청북도 충주군 지역을 관할했다.

## 역사
제헌 국회의원 선거를 앞두고 충주군 전 지역을 관할하는 선거구로 신설되었다.
1956년 7월, 충주군 충주읍이 충주시로 승격되었다. 이와 함께 충주군 잔여 지역은 중원군으로 개칭되었다. 이에 제4대 국회의원 선거를 앞두고 충주시 선거구와 중원군 선거구로 분리되면서 폐지되었다.

## 역대 국회의원
| 선거   | 정당 | 정당       | 의원   |
| ------ | ---- | ---------- | ------ |
| 1948년 |      | 대동청년단 | 김기철 |
| 1950년 |      | 무소속     | 조대연 |
| 1954년 |      | 자유당     | 김기철 |

## 역대 선거 결과

### 대한민국 제1대 국회의원 선거
|  | 50.66% |

|  | 30.48% |

|  | 12.44% |

|  | 4.68% |

|  | 1.72% |

### 대한민국 제2대 국회의원 선거
|  | 19.87% |

|  | 17.68% |

|  | 17.05% |

|  | 14.90% |

|  | 14.22% |

|  | 10.93% |

|  | 3.75% |

|  | 1.56% |

### 대한민국 제3대 국회의원 선거
|  | 26.47% |

|  | 23.88% |

|  | 20.93% |

|  | 10.89% |

|  | 9.11% |

|  | 7.24% |

|  | 1.45% |